# In Memoriam
In Memoriam è un singolo del gruppo musicale britannico Haken, pubblicato l'11 maggio 2018 come primo estratto dal primo album dal vivo L-1VE.

## Descrizione
Si tratta della versione dal vivo dell'omonimo brano originariamente pubblicato dal gruppo nel loro terzo album in studio The Mountain del 2013.

## Tracce
Testi di Charlie Griffiths e Ross Jennings, musiche di Richard Henshall.
1. In Memoriam (Live in Amsterdam 2017) – 4:42

## Formazione
Hanno partecipato alle registrazioni, secondo le note di copertina di L-1VE:
Gruppo
- Conner Green – basso, voce
- Charlie Griffiths – chitarra, voce
- Raymond Hearne – batteria, voce
- Richard Henshall – chitarra
- Ross Jennings – voce
- Diego Tejeida – tastiera

Produzione
- Haken – produzione
- Jerry Guidroz – missaggio
- Rob Burrell – mastering